# Симоново (Богдановское сельское поселение)
Симоново — деревня в Холм-Жирковском районе Смоленской области России. Входит в состав Богдановского сельского поселения. По состоянию на 2007 год постоянного населения не имеет. 
Расположена в северной части области в 34 км к северо-западу от Холм-Жирковского, в 19 км юго-восточнее автодороги Р136 Смоленск — Нелидово, на берегу реки Малиновка. В 20 км юго-восточнее деревни расположена железнодорожная станция Канютино на линии Дурово — Владимирский Тупик. 

## История
Впервые 244-я стрелковая дивизия в составе 30-й армии Западного фронта упоминается 16 августа 1941 года.

16 августа боевым распоряжением командующего войсками Западного фронта вносятся поправки в решение на наступление войск 30-й армии, уточняющие окончательную дату наступления и задачи стрелковым и танковой дивизиям, а также порядок ввода в бой второго эшелона армии – 107-й танковой дивизии и 45-й кавалерийской дивизии.
«Ваше решение в основном утверждаю со следующими поправками:
1. Направление развития успеха 251-й сд иметь на Звягино.
2. Танков в резерв не выводить, оставить в дивизиях, учитывая прибытие к утру 18.08 244-й СД в район СИМОНОВО. Эту дивизию, как резерв, вести уступом за правым флангом 251-й сд.
3. 162-й и 251-й сд и 107-й тд должны исходу 17.08 выйти рубеж Неклюдово, Ст. Село, захватив переправы на р. Вотря с задачей – с утра 18.08 пропустить на этом направлении 45 кд и 107 тд для действий согласно поставленной задаче.
4. Артподготовку начать в 9.00 17.08.».— СБОРНИК БОЕВЫХ ДОКУМЕНТОВ Великой Отечественной войны. ВЫПУСК 41.
В годы Великой Отечественной войны деревня была оккупирована гитлеровскими войсками в октябре 1941 года, освобождена в марте 1943 года.